# Bistum Sanyuan
Das Bistum Sanyuan (lat.: Dioecesis Saniuenensis) ist eine in der Volksrepublik China gelegene römisch-katholische Diözese mit Sitz in Sanyuan.

## Geschichte
Das Bistum Sanyuan wurde am 1. November 1931 durch Papst Pius XI. mit der Apostolischen Konstitution Ut aucto aus Gebietsabtretungen des Apostolischen Vikariates Xi’an als Apostolische Präfektur Sanyuan errichtet. Die Apostolische Präfektur Sanyuan wurde am 13. Juli 1944 durch Papst Pius XII. mit der Apostolischen Konstitution Congruum opportunumque zum Apostolischen Vikariat erhoben.
Das Apostolische Vikariat Sanyuan wurde am 11. April 1946 durch Pius XII. mit der Apostolischen Konstitution Quotidie Nos zum Bistum erhoben und dem Erzbistum Xi’an als Suffraganbistum unterstellt.

## Ordinarien

### Apostolische Präfekten von Sanyuan
- Ferdinando Fulgencio Pasini OFM, 1932–1944

### Apostolische Vikare von Sanyuan
- Ferdinando Fulgencio Pasini OFM, 1944–1946

### Bischöfe von Sanyuan
- Ferdinando Fulgencio Pasini OFM, 1946–1983
- Joseph Tsong Huaide (Untergrundbischof, 1985 – 2010)
- John Bai Ningxian (Weihbischof, seit 1997)
- John Chrysostom Lan Shi (2000 – 2010)
- Joseph Han Yingjin, seit 2010